# Seznam medailistů na mistrovství světa v biatlonu – sprint mužů
Seznam medailistů na mistrovství světa v biatlonu ze sprintu mužů představuje chronologický přehled stupňů vítězů ve sprintu mužů na 10 km na mistrovství světa konaného pravidelně od roku 1974 s výjimkou olympijských ročníků.

## Sprint (10 km)
| Rok  | Dějiště              | Zlato                 | Stříbro                | Bronz                      |
| ---- | -------------------- | --------------------- | ---------------------- | -------------------------- |
| 1974 | Minsk                | Juhani Suutarinen     | Günther Bartnick       | Torsten Wadman             |
| 1975 | Anterselva           | Nikolaj Kruglov       | Aleksander Jelizarow   | Klaus Siebert              |
| 1976 | Anterselva           | Alexandr Tichonov     | Aleksander Jelizarow   | Nikolaj Kruglov            |
| 1977 | Lillehammer          | Alexandr Tichonov     | Nikolaj Kruglov        | Aleksander Uszakow         |
| 1978 | Hochfilzen           | Frank Ullrich         | Eberhard Rösch         | Klaus Siebert              |
| 1979 | Ruhpolding           | Frank Ullrich         | Odd Lirhus             | Luigi Weiss                |
| 1981 | Lahti                | Frank Ullrich         | Erkki Antila           | Yvon Mougel                |
| 1982 | Minsk                | Eirik Kvalfoss        | Frank Ullrich          | Władimir Alikin            |
| 1983 | Anterselva           | Eirik Kvalfoss        | Peter Angerer          | Alfred Eder                |
| 1985 | Ruhpolding           | Frank-Peter Roetsch   | Eirik Kvalfoss         | Johann Passler             |
| 1986 | Oslo                 | Walerij Miedwiedcew   | Franz Schuler          | Andre Sehmisch             |
| 1987 | Lake Placid          | Frank-Peter Roetsch   | Matthias Jacob         | Andre Sehmisch             |
| 1989 | Feistritz            | Frank Luck            | Eirik Kvalfoss         | Jurij Kaszkarow            |
| 1990 | Oslo                 | Mark Kirchner         | Eirik Kvalfoss         | Siergiej Czepikow          |
| 1991 | Lahti                | Mark Kirchner         | Frank Luck             | Eirik Kvalfoss             |
| 1993 | Borowec              | Mark Kirchner         | Jon Åge Tyldum         | Sergej Tarasov             |
| 1995 | Anterselva           | Patrice Bailly-Salins | Pawieł Muslimow        | Ricco Groß                 |
| 1996 | Ruhpolding           | Władimir Draczew      | Wiktor Majgurow        | René Cattarinussi          |
| 1997 | Brezno-Osrblie       | Wilfried Pallhuber    | René Cattarinussi      | Aleh Ryżenkau              |
| 1999 | Kontiolahti          | Frank Luck            | Patrick Favre          | Frode Andresen             |
| 2000 | Oslo                 | Frode Andresen        | Pawieł Rostowcew       | René Cattarinussi          |
| 2001 | Pokljuka             | Pawieł Rostowcew      | René Cattarinussi      | Halvard Hanevold           |
| 2003 | Chanty-Mansijsk      | Ole Einar Bjørndalen  | Ricco Groß             | Zdeněk Vítek               |
| 2004 | Oberhof              | Raphaël Poirée        | Ricco Groß             | Ole Einar Bjørndalen       |
| 2005 | Hochfilzen           | Ole Einar Bjørndalen  | Sven Fischer           | Ilmārs Bricis              |
| 2007 | Anterselva           | Ole Einar Bjørndalen  | Michal Šlesingr        | Andrij Deryzemlja          |
| 2008 | Östersund            | Maxim Čudov           | Halvard Hanevold       | Ole Einar Bjørndalen       |
| 2009 | Pchjongčchang        | Ole Einar Bjørndalen  | Lars Berger            | Halvard Hanevold           |
| 2011 | Chanty-Mansijsk      | Arnd Peiffer          | Martin Fourcade        | Tarjei Bø                  |
| 2012 | Ruhpolding           | Martin Fourcade       | Emil Hegle Svendsen    | Carl Johan Bergman         |
| 2013 | Nové Město na Moravě | Emil Hegle Svendsen   | Martin Fourcade        | Jakov Fak                  |
| 2015 | Kontiolahti          | Johannes Thingnes Bø  | Nathan Smith           | Tarjei Bø                  |
| 2016 | Oslo                 | Martin Fourcade       | Ole Einar Bjørndalen   | Serhij Semenov             |
| 2017 | Hochfilzen           | Benedikt Doll         | Johannes Thingnes Bø   | Martin Fourcade            |
| 2019 | Östersund            | Johannes Thingnes Bø  | Alexandr Loginov       | Quentin Fillon Maillet     |
| 2020 | Anterselva           | Alexandr Loginov      | Quentin Fillon Maillet | Martin Fourcade            |
| 2021 | Pokljuka             | Martin Ponsiluoma     | Simon Desthieux        | Émilien Jacquelin          |
| 2023 | Oberhof              | Johannes Thingnes Bø  | Tarjei Bø              | Sturla Holm Laegreid       |
| 2024 | Nové Město na Moravě | Sturla Holm Laegreid  | Johannes Thingnes Bø   | Vetle Sjåstad Christiansen |
| 2025 | Lenzerheide          | Johannes Thingnes Bø  | Campbell Wright        | Quentin Fillon Maillet     |
| 2027 | Otepää               |                       |                        |                            |